# Ève (Oise)
Ève és un municipi francès, situat al departament de l'Oise i a la regió dels Alts de França. L'any 2007 tenia 436 habitants.

## Demografia

### Població
El 2007 la població de fet d'Ève era de 436 persones. Hi havia 129 famílies de les quals 20 eren unipersonals (12 homes vivint sols i 8 dones vivint soles), 44 parelles sense fills, 57 parelles amb fills i 8 famílies monoparentals amb fills.
La població ha evolucionat segons el següent gràfic:
Habitants censats

### Habitatges
El 2007 hi havia 147 habitatges, 140 eren l'habitatge principal de la família, 2 eren segones residències i 4 estaven desocupats. 131 eren cases i 14 eren apartaments. Dels 140 habitatges principals, 108 estaven ocupats pels seus propietaris, 24 estaven llogats i ocupats pels llogaters i 8 estaven cedits a títol gratuït; 2 tenien una cambra, 8 en tenien dues, 17 en tenien tres, 27 en tenien quatre i 86 en tenien cinc o més. 120 habitatges disposaven pel capbaix d'una plaça de pàrquing. A 53 habitatges hi havia un automòbil i a 81 n'hi havia dos o més.

### Piràmide de població
La piràmide de població per edats i sexe el 2009 era:
| Homes | Edats   | Dones |
| ----- | ------- | ----- |
| 0     | 95 o +  | 4     |
| 4     | 90 a 94 | 12    |
| 0     | 85 a 89 | 24    |
| 4     | 80 a 84 | 8     |
| 0     | 75 a 79 | 8     |
| 8     | 70 a 74 | 8     |
| 4     | 65 a 69 | 8     |
| 0     | 60 a 64 | 0     |
| 4     | 55 a 59 | 20    |
| 28    | 50 a 54 | 20    |
| 20    | 45 a 49 | 16    |
| 20    | 40 a 44 | 20    |
| 8     | 35 a 39 | 20    |
| 12    | 30 a 34 | 16    |
| 20    | 25 a 29 | 8     |
| 4     | 20 a 24 | 12    |
| 32    | 15 a 19 | 4     |
| 16    | 10 a 14 | 16    |
| 12    | 5 a 9   | 12    |
| 8     | 0 a 4   | 4     |

## Economia
El 2007 la població en edat de treballar era de 287 persones, 221 eren actives i 66 eren inactives. De les 221 persones actives 205 estaven ocupades (111 homes i 94 dones) i 16 estaven aturades (9 homes i 7 dones). De les 66 persones inactives 13 estaven jubilades, 22 estaven estudiant i 31 estaven classificades com a «altres inactius».

### Ingressos
El 2009 a Ève hi havia 141 unitats fiscals que integraven 370 persones, la mediana anual d'ingressos fiscals per persona era de 23.088 €.

### Activitats econòmiques
Dels 11 establiments que hi havia el 2007, 3 eren d'empreses de construcció, 1 d'una empresa de comerç i reparació d'automòbils, 4 d'empreses de transport, 1 d'una empresa d'hostatgeria i restauració, 1 d'una empresa de serveis i 1 d'una entitat de l'administració pública.
Els 2 serveis als particulars que hi havia el 2009 eren lampisteries.
L'any 2000 a Ève hi havia 5 explotacions agrícoles que ocupaven un total de 775 hectàrees.

## Equipaments sanitaris i escolars
El 2009 hi havia una escola elemental integrada dins d'un grup escolar amb les comunes properes formant una escola dispersa.

## Poblacions més properes
El següent diagrama mostra les poblacions més properes.